# Deezer Sessions (EP de Dua Lipa)
Deezer Sessions es un EP en vivo de la cantante albano-británica Dua Lipa. Fue lanzado el 11 de abril de 2019 exclusivamente para Deezer y YouTube. Proviene de una sesión de estudio exclusiva que Lipa realizó para Deezer el 4 de julio de 2018 en París, cantando ante una pequeña audiencia de fanáticos. Contiene 3 canciones en vivo de la misma cantante como «Thinking 'Bout You», «New Rules» e «IDGAF», y además un cover de la canción «My My My!» del solista Troye Sivan.

## Lista de canciones
Créditos adaptados de Deezer.

| Deezer Sessions |                                        |          |  |
| N.º             | Título                                 | Duración |  |
| 1.              | «Thinking 'Bout You» (Deezer Sessions) | 2:58     |  |
| 2.              | «New Rules» (Deezer Sessions)          | 3:53     |  |
| 3.              | «IDGAF» (Deezer Sessions)              | 3:55     |  |
| 4.              | «My My My!» (Deezer Sessions)          | 3:35     |  |
| 14:21           |                                        |          |  |